# Flora (Tiziano)

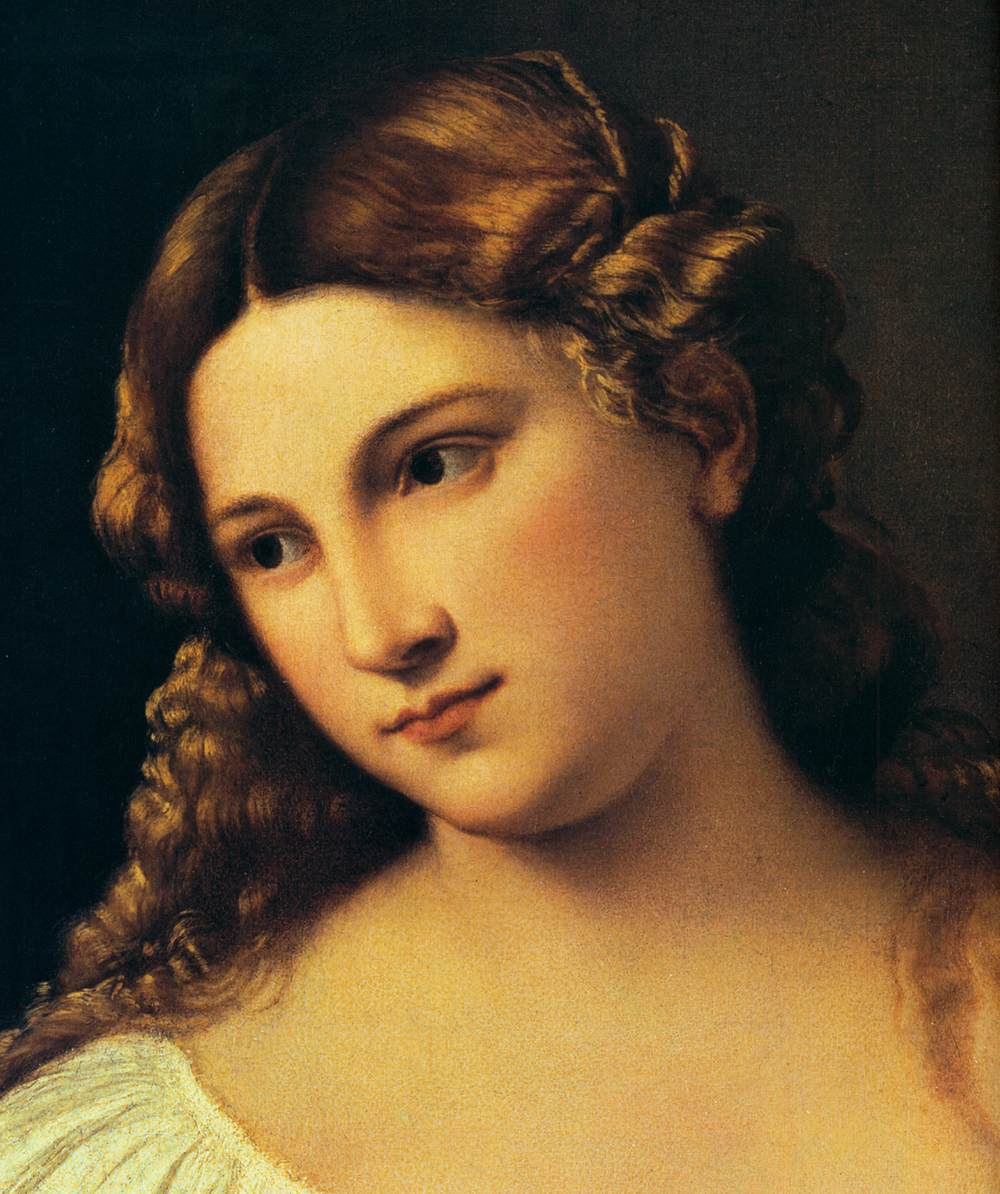
Dettaglio

La Flora è un dipinto a olio su tela (79x63 cm) di Tiziano, databile al 1515 circa e conservato negli Uffizi di Firenze.

## Storia
L'opera dovette godere di un notevole successo fin dalla sua creazione, figurando in numerose incisioni cinquecentesche. Successivamente subì una serie di oscuri passaggi nel Seicento sui mercati artistici tra Bruxelles e Vienna. Sicuramente venne venduta dall'ambasciatore di Spagna ad Amsterdam, Alfonso López, all'arciduca Leopoldo Guglielmo, nel XVII secolo. Rembrandt la citò nella Saskia in veste di Flora della National Gallery di Londra e in due ritratti a Dresda e a New York. Confluita nel museo imperiale (oggi Kunsthistorisches Museum), fu tra le opere scambiate nel 1793 con gli Uffizi, avvalendosi dei legami di parentela tra le case regnanti austriaca e granducale toscana. Il museo di Vienna era infatti estremamente ricco di opere di scuola veneziana, scarse nelle gallerie fiorentine, ma non possedeva molti lavori di scuola toscana, per cui si mise in atto uno scambio che fece arrivare a Firenze opere di Dürer, Giorgione, Bellini, Tiziano e altri, oltre ad alcuni lavori di scuola olandese.
Il titolo tradizionale dell'opera risale a un'idea del Sandrart, che ne trasse un'incisione così intitolata quando era ancora nelle collezioni di don Alfonso López. Un'altra incisione del 1728, di Prenner, attribuì l'opera erroneamente a Palma il Vecchio, ipotesi ancora seguita al momento dello scambio.
Agli Uffizi l'opera godette di una straordinaria popolarità: nel 1824 l'allora direttore del museo fu costretto a porre la regola per cui non vi potessero stare davanti più di quattro copisti per volta, con turni di attesa che si allungarono di mesi.

## Descrizione e stile
Una donna dalla bellezza ideale è ritratta a mezza figura, vestita di un'ampia camicia pieghettata che le ricade dalla spalla sinistra, scoprendole quasi un seno. Si tratta di un genere di largo successo in area veneziana derivato dal prototipo della Laura di Giorgione. Con una mano tiene il mantello rosato, che evidenzia l'incarnato nudo soprastante, con l'altra una manciata di foglie e fiori. Fisicamente si tratta della stessa donna dai capelli biondi e crespi che fu il soggetto di una serie di dipinti databili negli stessi anni: la Donna allo specchio al Louvre, la Vanità a Monaco, la Salomè della Galleria Doria Pamphilj, la Violante , la Giovane donna con veste nera di Vienna e la Venere Anadiomene di Edimburgo. Si trattava comunque di una consuetudine per la bottega dell'artista (verificabile ad esempio anche per la serie legata alla "Bella") di creare opere simili con varianti dai medesimi studi, se non proprio dallo stesso cartone. La stessa donna appare inoltre, simile, nel personaggio vestito dell'Amor Sacro e Amor Profano e in alcune Sacre conversazioni. Tali figure sono entrate a far parte di un immaginario collettivo frequente nell'arte veneta dell'epoca, di una femminilità prosperosa e remissiva.
Ampiamente dibattuto è stato il significato dell'immagine: forse una cortigiana, come farebbero pensare le iscrizioni sulle incisioni seicentesche, forse un simbolo dell'amore nuziale (Panofsky), anche se l'abito che essa indossa non è una veste di una sposa, ma una tunica classica reinterpretata in epoca rinascimentale. La manciata di fiori primaverili nella mano destra l'ha fatta di volta in volta interpretare come Flora, come dea della Primavera o della vegetazione. I fiori, come attributo di Venere, si trovano in posizione simile anche nella Venere di Urbino. Le dita aperte a forbice sarebbero un segnale della promessa sposa, che presto perderà la verginità e prenderà l'anello del matrimonio; un anello di fidanzamento si vede invece nell'altra mano. Secondo Cavalcaselle e Crowe essa rappresentava "qualcosa di classico che ricorda l'arte antica". Possibile è che la fanciulla fosse, al pari dell'Amor sacro e Amor profano, un esempio di combinazione tra castità (pudicitia) e sensualità (voluptas) propria delle spose, come suggerirebbero i seni, uno coperto dalla camicia e uno scoperto.
Lo stile della Flora mostra quell'armonia di colori, morbida e sontuosa allo stesso tempo, e di composizione tipica detta "classicismo cromatico" di Tiziano, esaltante la bellezza del soggetto e con una forte valenza sensuale. La figura è collocata nello spazio senza il ricorso a uno schema rigidamente frontale, ma in maniera più dinamica, col corpo florido della donna che suggerisce un movimento circolare attraverso il movimento delle mani e delle spalle, nonché la testa leggermente reclinata.

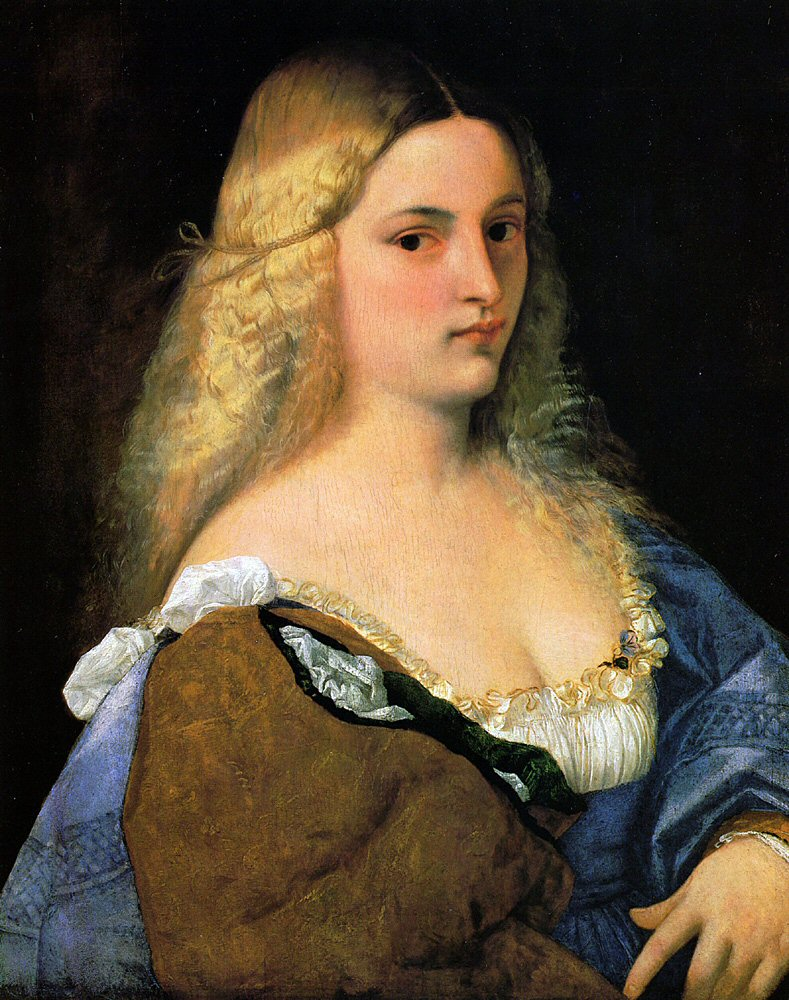
Violante (Kunsthistorisches Museum)
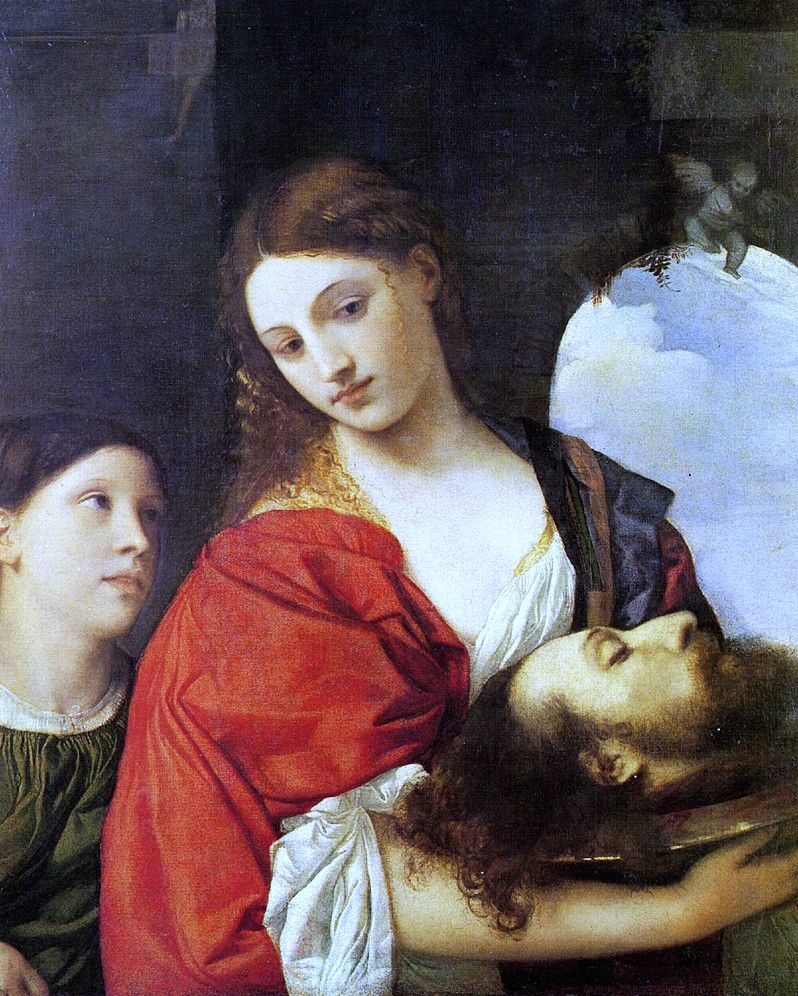
Salomè (Galleria Doria Pamphilj)
Donna allo specchio (Louvre)
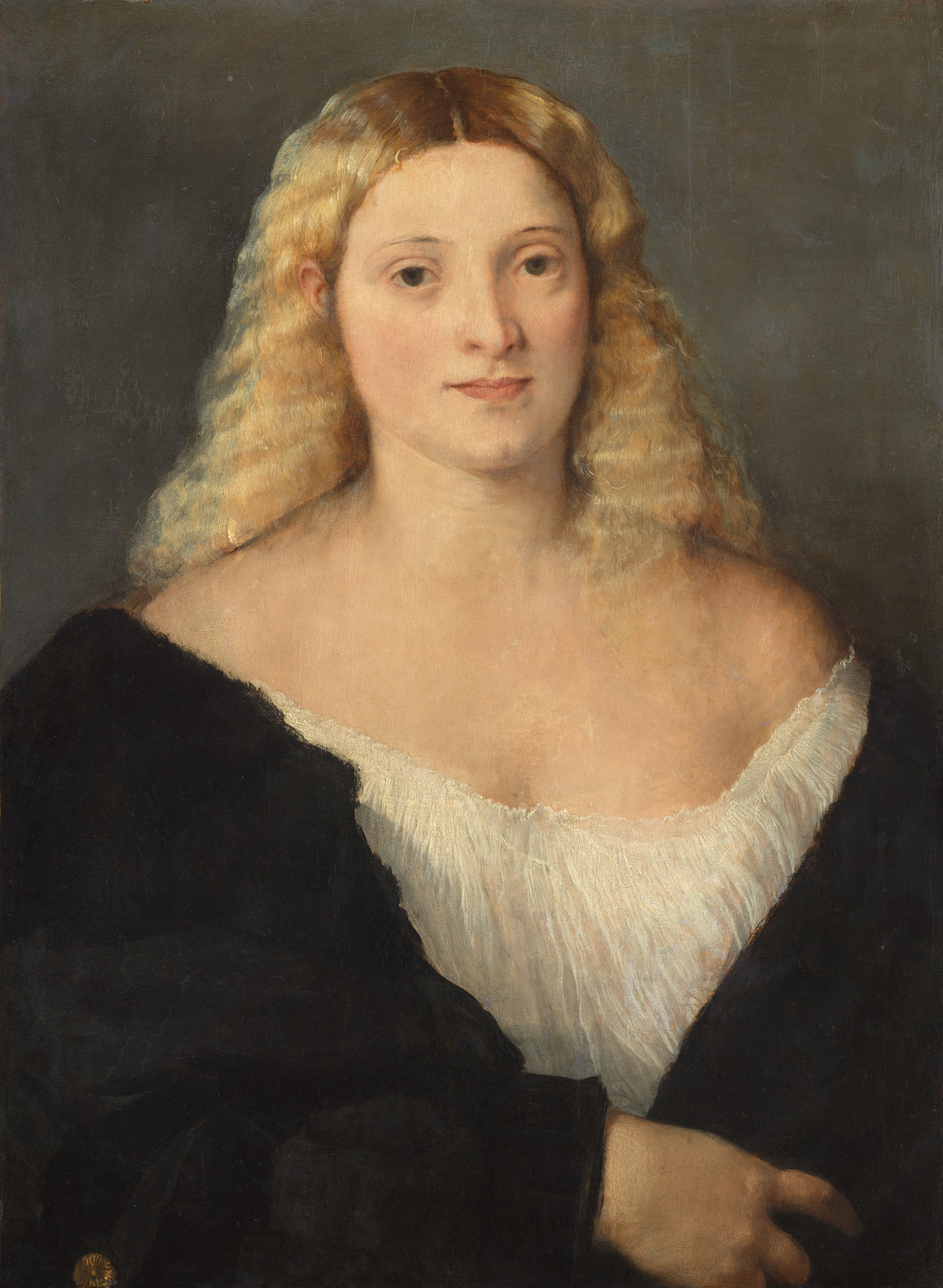
Giovane donna con veste nera (Kunsthistorisches Museum)
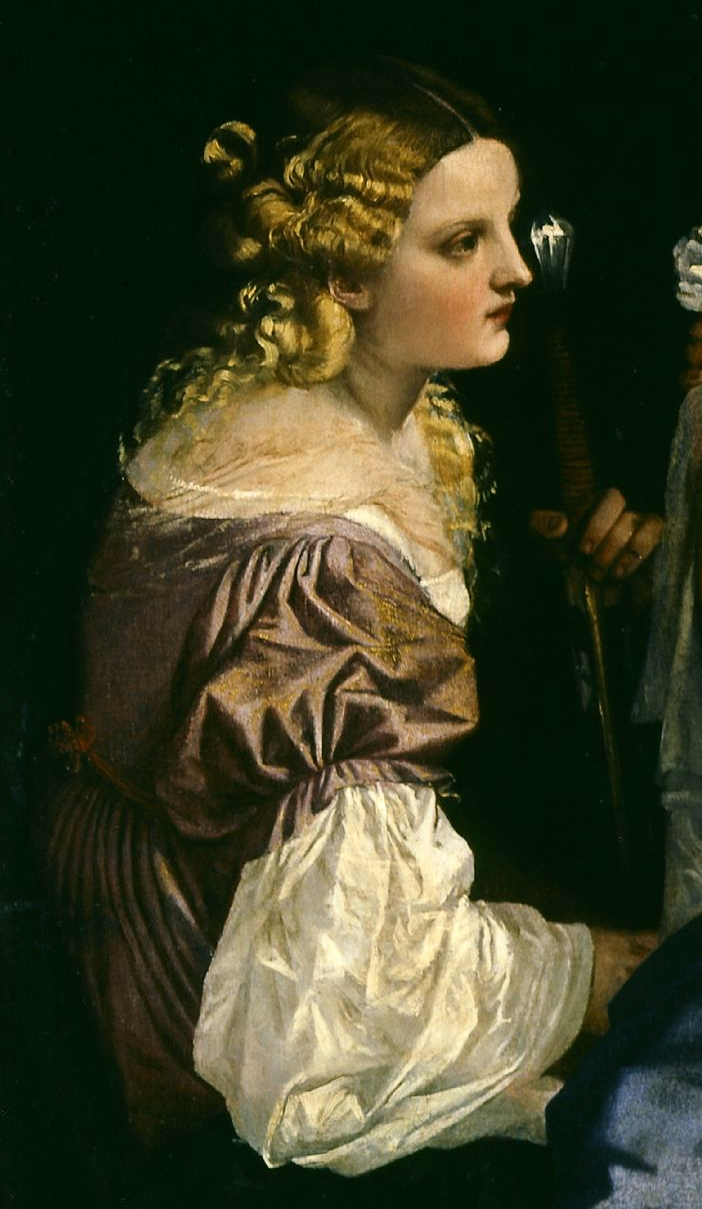
Sacra conversazione Balbi (Fondazione Magnani-Rocca, dettaglio)
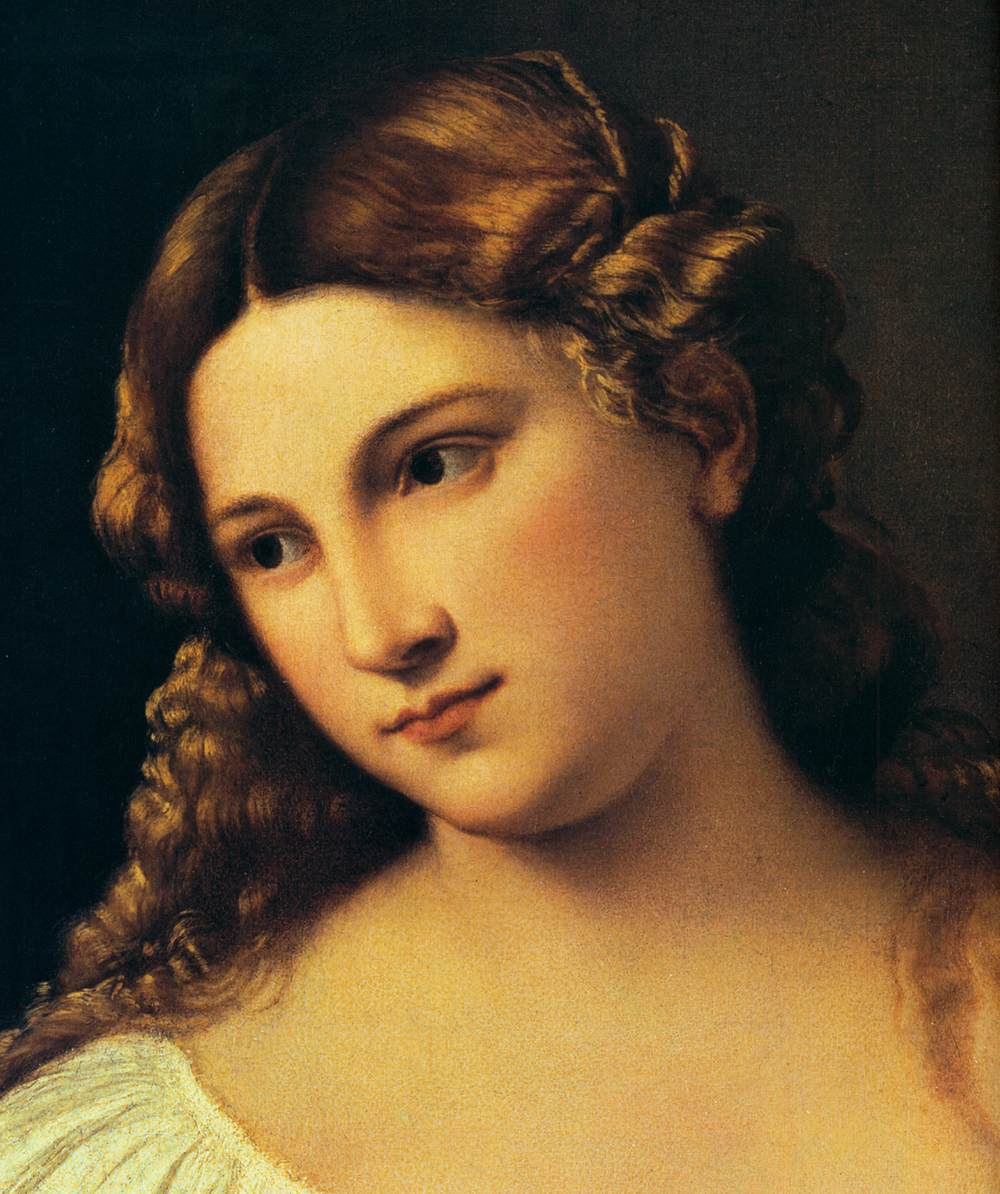
Flora (Uffizi, dettaglio)
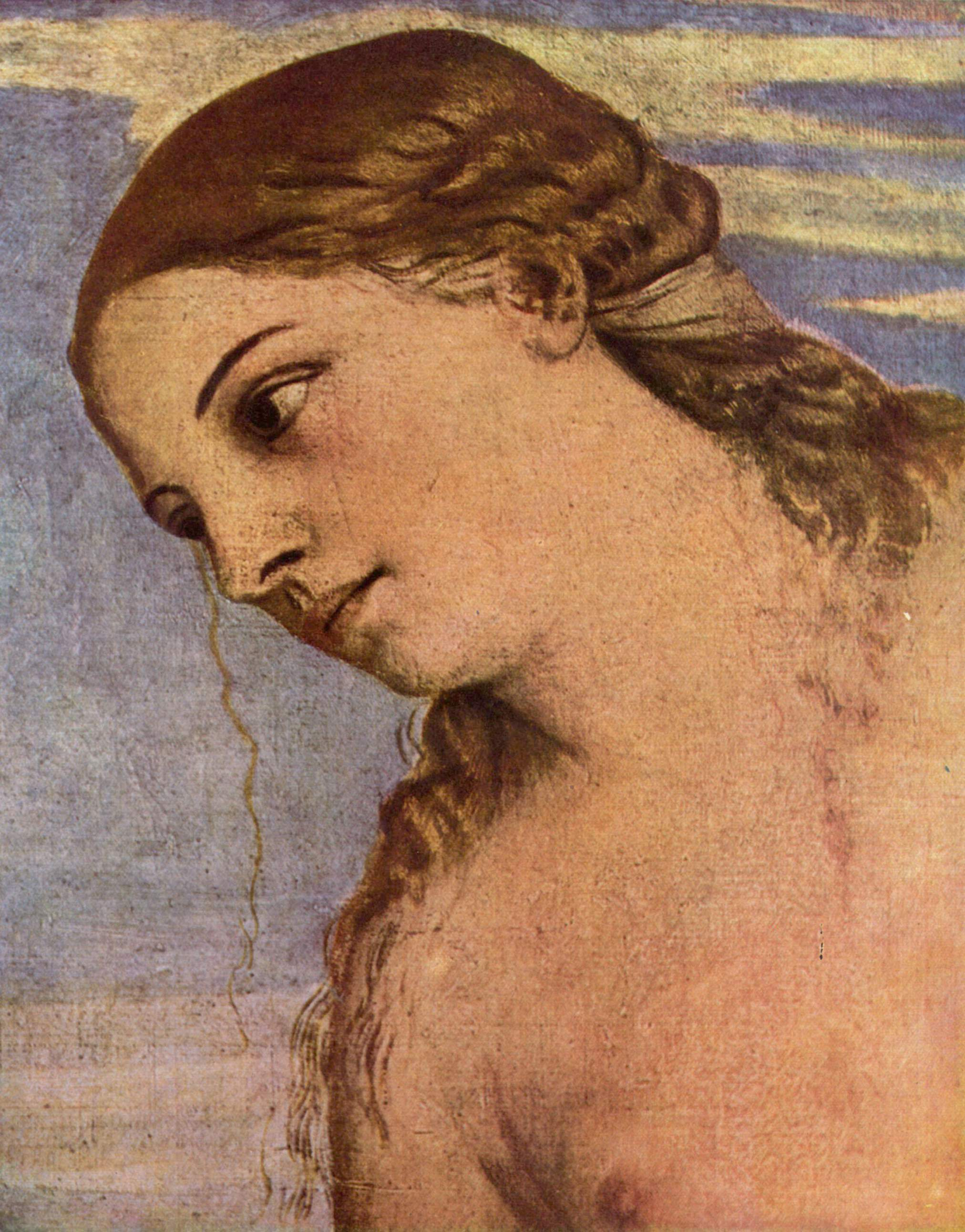
Amor sacro e Amor profano (Galleria Borghese, dettaglio)
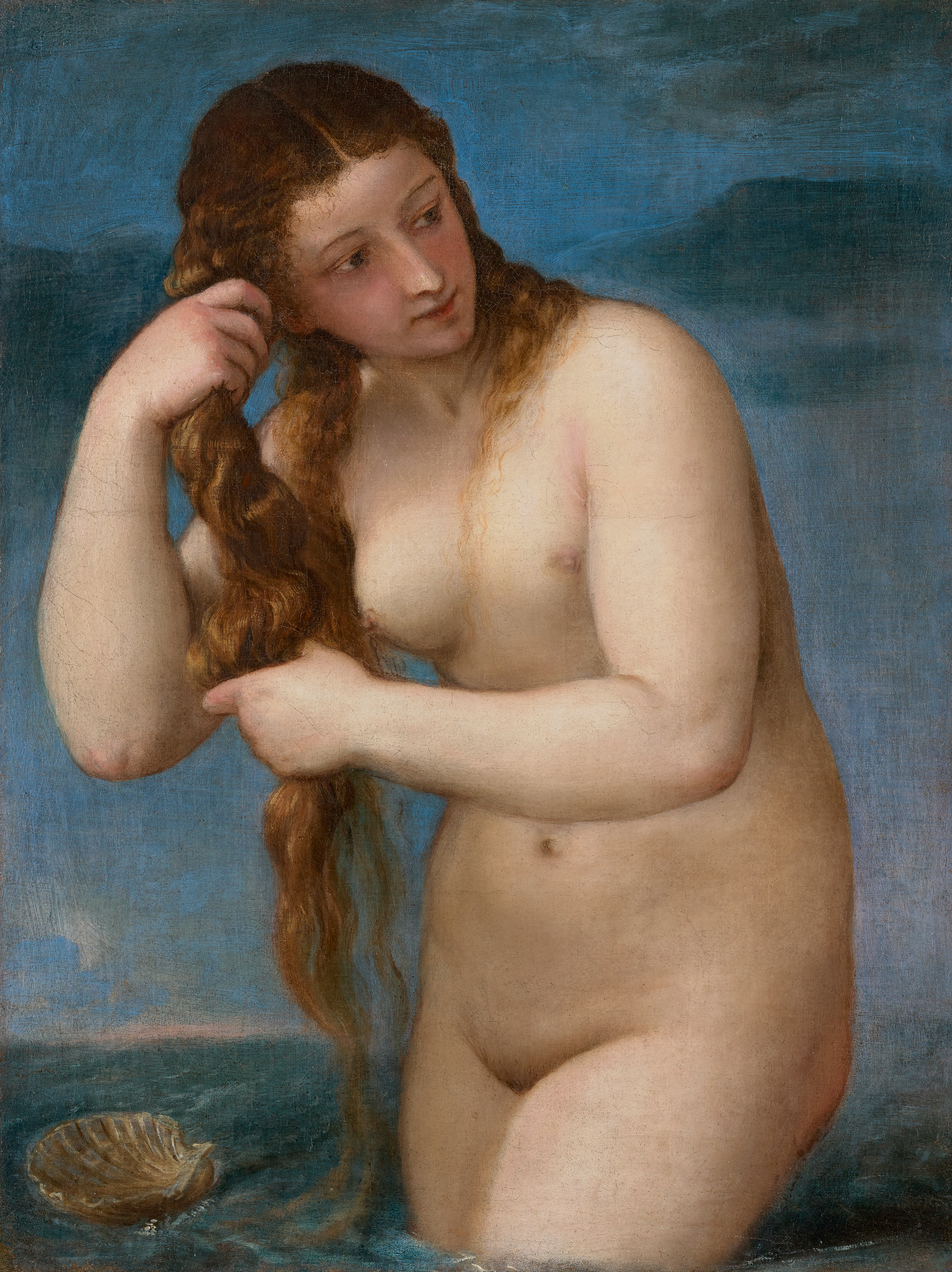
Venere Anadiomene (National Gallery of Scotland)
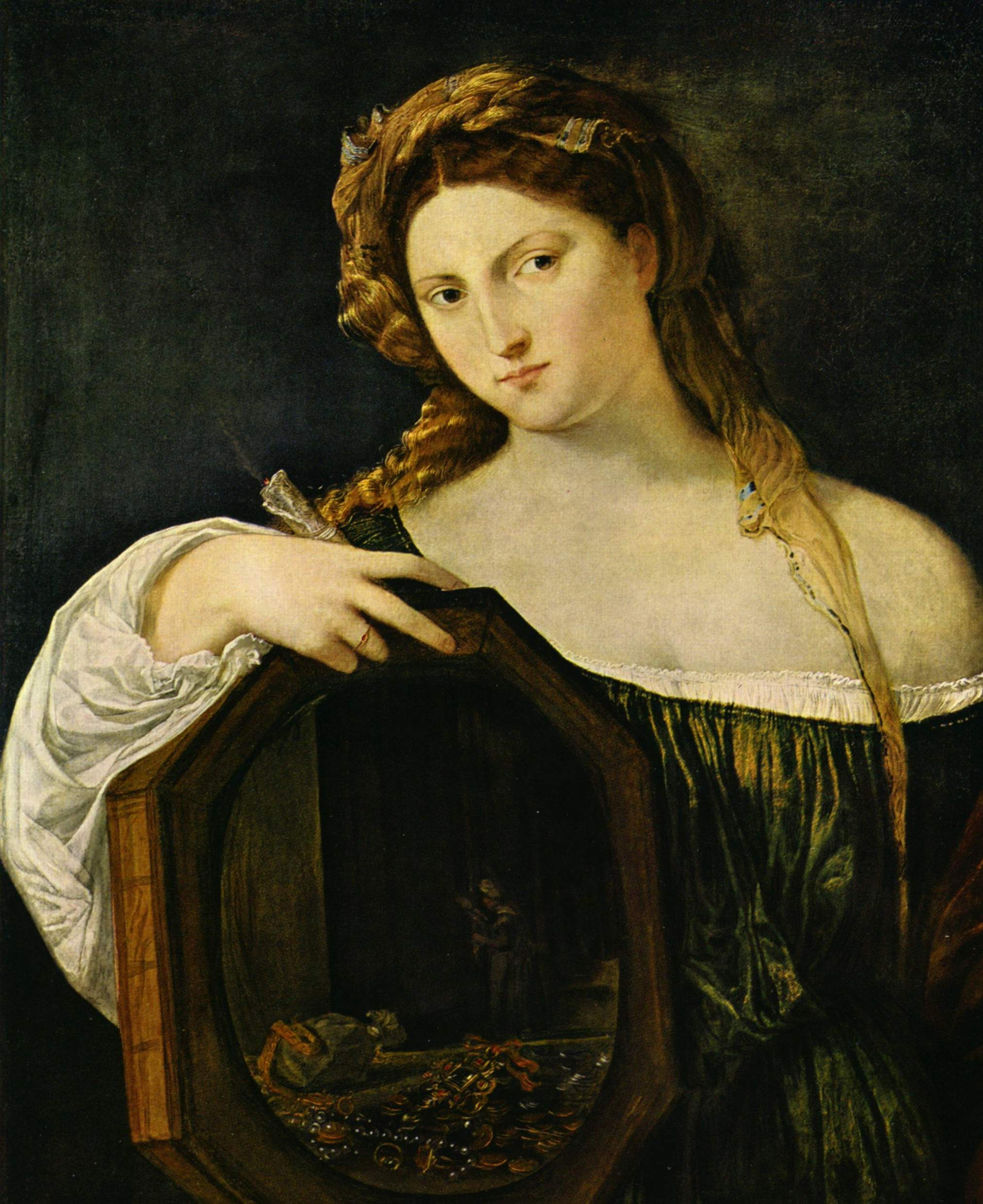
Vanità (Alte Pinakothek)